# ラスベガス・モーター・スピードウェイ
ラスベガス・モーター・スピードウェイ (Las Vegas Motor Speedway) はアメリカ合衆国のネバダ州ラスベガスにあるオーバルトラック。ネリス空軍基地の側にあり、ラスベガス市街地の一番端といえる存在。愛称はThe Diamond in the Desert。主体となる全長1.5マイルのオーバルコースの他、全長600mのショートトラック、ダートオーバル、ドラッグレースコースを持つ複合型レース施設である。
昔はドラッグコースの方がメインの小さなトラックであったが、1995年に今の形状となり、翌1996年からIRLとクラフトマントラックシリーズ（現・キャンピングワールドトラックシリーズ）で使用開始。1997年にはブッシュシリーズ（現・ネーションワイドシリーズ）、そして1998年よりウィンストンカップ（現・スプリントカップシリーズ）でのレースが始まっている。
IRLが2011年限りで使用を止めたため、現在はNASCARのみの使用である。スプリントカップシリーズとネーションワイドシリーズは3月の1回開催だが、キャンピングワールドトラックシリーズでは9月にもう一度開催される。
2006年のレース後、コースが改修され、メインスタンドをコースに近くする改修を行っている。
モータースポーツ以外にも毎年6月にエレクトリック・デイジー・カーニバル（EDC）が当地で開催されているほか、2014年からレッドブル・エアレース・ワールドシリーズの会場としても使用されている。

## トラックの特徴
- オーバルコース寸法

|                        | 個数                   | 長さ                  | バンク角           |
| ---------------------- | ---------------------- | --------------------- | ------------------ |
| フロントストレッチ     | 1                      | 2275フィート(693.4m)  | 9°                 |
| バックストレッチ       | 1                      | 1572フィート(479.1m)  | 9°                 |
| ターン                 | 4                      | 4073フィート(1241.5m) | 20°                |
| 全長：1.5マイル(2414m) | 全長：1.5マイル(2414m) | 路面：アスファルト    | 路面：アスファルト |

1.5マイルのDシェイプオーバル。バンク角は20度と強めであるが、プログレッシブバンクと呼ばれるアウトラインに寄るほどバンク角が高くなっている設計のため、他の1.5マイルオーバルトラックほどアウトラインが不利にならないのも特徴。周回平均190mph余り、ターン１入り口で200mphに達するという、テキサスと同様の高速インターミディエイトオーバルである。
ただ、1.5マイルならではの混雑もあり、基本的にはコース幅を一杯に使えるインライン有利。そのため、序盤から先頭をキープして逃げ切る方が有利になり、ピットでは2タイヤチェンジのギャンブルに出るチームが多い。
年一回開催というのもあり、各チームセットアップが難しくなる。ターン3で軽いブレーキング後、アクセルを開けて抜けていくターン4出口が難しく、2009年にはここでパワーオーバーからのスピンが相次いだ。結果コーション11回という大荒れのレースとなっている。
座標: 北緯36度16分17秒 西経115度00分40秒 / 北緯36.27134度 西経115.01112度

## 過去に発生した重大事故

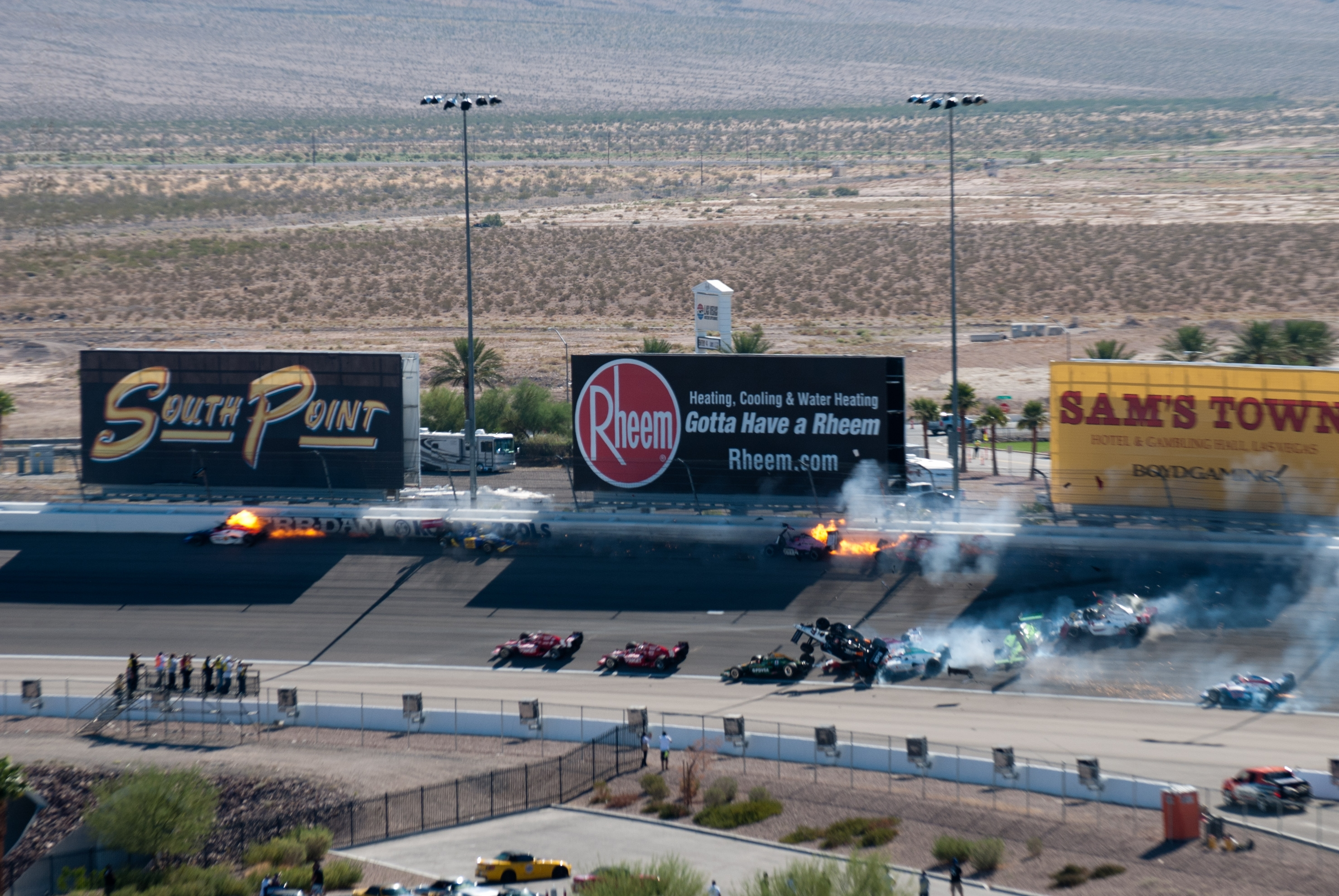
事故の瞬間。写真下方に浮上するウェルドンの車が見える。

2011年、11年振りに開催されたインディカー・シリーズの最終戦ラスベガスワールドチャンピオンシップスで多重クラッシュが発生した。11周目ターン1にて、当時ルーキー同士のジェームズ・ヒンチクリフとウエイト・カニンガムが接触したのをきっかけに後方のマシン15台が次々と巻き込まれた。この事故でダン・ウェルドンがSAFERウォールとキャッチフェンスに叩きつけられ頭部に致命的な損傷を負い、搬送先の病院で死亡した。また同じく事故に巻き込まれたJ・R・ヒルデブラントとピッパ・マンが数日間入院、ウィル・パワーが検査を受けた。レースは事故が発生した11周をもって終了し、事故に巻き込まれなかった19人のドライバーたちが追悼の意を込めて5周のパレード走行を行った。
この事故を受けて、翌2012年シーズンのカレンダーからラスベガスでのレースが外された。またその後の調査で、インディ500より多い34台がエントリーしたこと、インディアナポリス・モーター・スピードウェイに匹敵する周回平均速度で密集して走行したことが事故につながったと結論付けられ、2012年にテキサス・モーター・スピードウェイで集団走行を検証するテストが行われた。その結果、バンク角の高い高速オーバルではダウンフォースを削減すること、それまで一律に決められていたウィングの角度を規定範囲内で自由に設定出来るようにし、異なる走行ラインをとることで集団走行の密度を低くすることが決められた。

## 各種レコード
- スプリントカップシリーズ予選レコード…ケーシー・ケイン（190.456mph/28.353秒、2012年）
- ネーションワイドシリーズ予選レコード…スコット・スピード（181.708mph/29.427秒、2009年）
- キャンピングワールドトラックシリーズ予選レコード…マイク・スキナー（178.065mph/30.326秒、2006年）